# Улица Защитников Украины (Чернигов)
Улица Защитников Украины (укр. Вулиця Захисників України) — улица в Деснянском районе города Чернигова. Пролегает от проспекта Левка Лукьяненко (улицы Рокоссовского) до тупика возле Черниговского завода радиоприборов, исторически сложившаяся местность (район) Бобровицкий жилой массив.
Примыкают улицы Кистяковских, Владимира Коваленко (Генерала Пухова), Василия Дунина-Борковского, Кольцевая, Григория Верёвки.

## История
Улица проложена в конце 1960-х годов через бывшую усадьбу колхоза имени 8 Марта. Улица застраивалась вместе с другими улицами Бобровицкого жилого массива в конце 1960-х годов.
Получила название улица Одинцова — в честь советского партийного деятеля Александра Васильевича Одинцова.
19 февраля 2016 года улица получила современное название, согласно Распоряжению городского главы В. А. Атрошенко Черниговского городского совета № 54-р «Про переименование улиц и переулков города» («Про перейменування вулиць та провулків міста»)
30 июня 2022 года была ликвидирована школа № 36 (дом № 14 А), путём реорганизации через присоединение к школе № 27 (Всехсвятская улица, дом № 4), согласно Решению Черниговского городского совета № 18/VIII-3 ("Про реорганізацію Чернігівської загальноосвітньої спеціалізованої школи І ступеня № 36 з поглибленим вивченням іноземних мов").

## Застройка
Улица пролегает в северо-восточном направлении. Парная и непарная стороны улицы заняты многоэтажной жилой застройкой (5-этажные дома и два 9-этажных дома) и учреждениями обслуживания, конец улицы — нежилой застройкой (территория  «Черниговского завода радиоприборов»). 
Учреждения:
1. дом № 3 Б — ДЮСШ № 1
2. дом № 4 — Черниговский городской отдел УДНС Украины в Черниговской области
3. дом № 7 В — библиотека (филиал №4 центральной городской библиотеки им. М.М. Коцюбинского); Черниговская городская школа искусств имени Любомира Боднарука
4. дом № 11 Б — детсад № 69
5. дом № 11 В — детсад № 52
6. дом № 14 А — часть школы № 27 (Всехсвятская, 4) — бывшая школа № 36
7. дом № 15 — детсад № 77
8. дом № 17 — торговый дом «Ивушка»
9. дом № 17 А — 4-этажное офисное здание
10. дом № 22 — Поликлиническое отделение городской больницы № 3
11. дом № 25 — «Черниговский завод радиоприборов»
12. дом № 25 — колледж транспорта и компьютерных технологий национального университета «Черниговская политехника» (ранее Черниговский радиотехнологический техникум)